# Mettlacher Tunnel

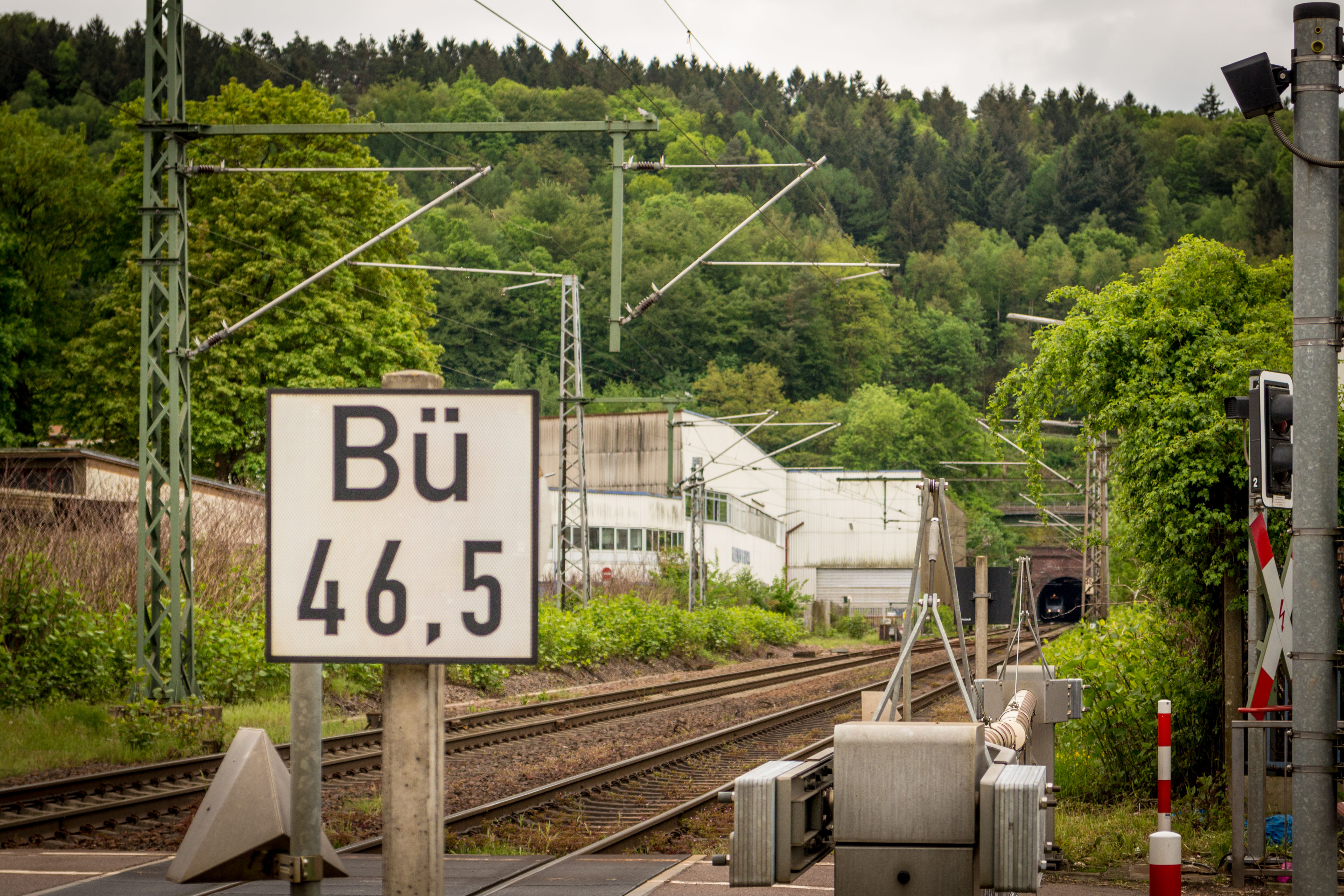
Eingang des Mettlacher Tunnels

Der Mettlacher Tunnel – auch Eisenbahntunnel Mettlach-Besseringen oder Saarschleifen-Tunnel genannt – ist ein Eisenbahntunnel zwischen Mettlach und Besseringen im Saarland, Deutschland. Er ist der einzige Tunnel im Verlauf der Saarstrecke und liegt bei km 44,8. Zudem ist er der längste noch in Betrieb befindliche Eisenbahntunnel des Saarlandes.

## Verlauf
Der Tunnel dient dazu, die ohnehin schon sehr kurvenreiche Bahnstrecke entlang der Saar im Bereich der Saarschleife abzukürzen. Dazu verläuft er nahezu schnurgerade zwischen Mettlach und Besseringen durch die massiven Felsen der sogenannten Waderner Schichten des Hochwaldes.

## Bauweise
Der Sporntunnel führt auf einer Länge von 400 Metern durch Sandstein und 400 Meter durch harten Fels. Er besteht aus einer zweigleisigen Röhre. Der Abstand der Gleisachsen im Tunnel beträgt 3,50 Meter. Das gemauerte Tunnelgewölbe steht auf der Tunnelsohle aus natürlichem Gestein. In der Tunnelmitte zwischen den Gleisen verläuft ein Entwässerungskanal (Mittelentwässerung). Die Tunnelportale waren anfangs aufwendig gestaltet. Heute sind die Portale ohne besonderen Schmuck.

## Geschichte
Die Bauarbeiten für den Mettlacher Tunnel begannen 1856 und waren vier Jahre später beendet. Am 26. Mai 1860 ging der Tunnel mit dem letzten Abschnitt der Verbindung Saarbrücken–Trier von Merzig nach Konz in Betrieb.
Da der Tunnel streckenweise durch die Gesteinsschichten des Unteren Dyas verläuft, wurde durch den Tunnelbau das umgebende Gestein entwässert, das dadurch den Zusammenhalt verlor und starken Gebirgsdruck verursachte. Daher kam es mehrfach zu Tunneleinstürzen. Als der Mettlacher Tunnel im November 1907 zum dritten Mal durch einen Einsturz blockiert war, wurden die Pläne für eine Linie von Waldwiese (Westmark) über Büschfeld nach Saarburg (Bz. Trier) aktuell. Zu dieser Zeit gehörte Lothringen zum Deutschen Reich. So entstand die Bahnstrecke Merzig–Bettsdorf zwischen Merzig über Waldwiese (Westmark) nach Diedenhofen.
Gegen Ende des Zweiten Weltkrieges lag der Tunnel im Kampfgebiet und wurde am 15. März 1945 beim Rückzug der deutschen Truppen gesprengt. Am 26. August 1946 war der Tunnel instand gesetzt und damit wieder ein durchgehender Verkehr von Saarbrücken nach Trier möglich.
Im Zuge der Elektrifizierung der Saartalbahn im Jahr 1973 wurde auch der Mettlacher Tunnel mit einer Fahrleitung ausgestattet.
Im Jahr 2002 wurde der Tunnel zur Umsetzung neuer Sicherheitsrichtlinien des Eisenbahn-Bundesamtes in ein Sanierungs- und Nachrüstungsprogramm aufgenommen.
2004 – 144 Jahre nach dem Bau des Tunnels – mussten insbesondere der Entwässerungskanal und der Gleisgrund erneuert werden. Dies bedingte eine 1251 m lange Baustelle mit einer Arbeitsbreite für die Bauarbeiten von nur 3,10 m. Zur Vorbereitung der Baumaßnahme war zeitweise zusätzlich auch das nicht betroffene Gleis gesperrt. Zunächst wurde eine etwa 144 t schwere Stützwand eingezogen, die Absenkungen an dem befahrenen Gleis bei dem anschließenden Ausbau des Schotters und dem bis zu 1,80 Meter tiefen Bodenaushub verhinderte. Für diese Wand wurden 580 Eisenträger verbaut. Zwischen den Eisenträgern wurden dann 240,6 t Stahlplatten in den Boden getrieben. Die entsprechende Bohrmaschine wurde eigens für den Mettlacher Tunnel angefertigt. Durch die beengten Verhältnisse war die Herstellung der Stützwand mit großem Aufwand verbunden. Danach wurden jeweils die 2,5 km Schienen und 2000 Schwellen entfernt. Außerdem wurden bis 1800 m Schotter abgetragen. Die Schienen wurden in 120 Meter lange Stücke geschnitten, einzeln abtransportiert und am Tunnelausgang auf der Besseringer Seite gelagert. Insgesamt kostete die Baumaßnahme vier Millionen Euro. Durch den eingleisigen Betrieb konnte der Zugverkehr aufrechterhalten werden, wobei zehn Monate lang täglich etwa 140 Züge zum Anfassen nah auf dem Nachbargleis vorbeifuhren, während auf dem jeweils anderen Gleis gearbeitet wurde.
2011 fand am Tunnel eine Großübung der Feuerwehr, des Technischen Hilfswerks, des Rettungsdienstes, der Landespolizei, der Bundespolizei und der Deutschen Bahn statt. In der Nacht vom 28. auf den 29. Mai 2011 waren dabei etwa 300 Einsatzkräfte, rund 50 Fahrzeuge und ein Hubschrauber eingesetzt.